# Amundsen Coast
Amundsen Coast är en strand i Antarktis. Den ligger i Västantarktis. Nya Zeeland gör anspråk på området.